# Nesles-la-Vallée
Nesles-la-Vallée é uma comuna francesa na região administrativa da Ilha de França, no departamento do Vale do Oise. Estende-se por uma área de 13.46 km². Em 2010 a comuna tinha 1 857 habitantes (densidade: 138 hab./km²).